# Per-Olof Fernberg
Per-Olof Magnus Fernberg, född 9 november 1929 i Göteborg, är en svensk arkitekt.
Fernberg, som är son till trafikförman Egon Fernberg och Nanny Johansson, utexaminerades från tekniskt gymnasium 1949 och från Chalmers tekniska högskola 1955. Han var verksam på professor Helge Zimdals arkitektkontor i Göteborg från 1955 och startade tillsammans med arkitekt Bengt Carlson ett eget arkitektkontor i Göteborg 1965. Fernberg och Carlson hade samma år utarbetat ritningarna till ett nytt kulturcentrum i Avesta.